# Cédrat Diamante
Espèce
Le cédrat Diamante (Citrus medica cv. diamante) est le cultivar de cédrat le plus répandu dans le sud de l'Italie. Il doit son nom à la ville de Diamante, dans la province de Cosenza, en Calabre, où ce mutant a été sélectionné. Il est connu sous le nom de cedro liscio di Diamante à cause de son épicarpe lisse.

## Histoire

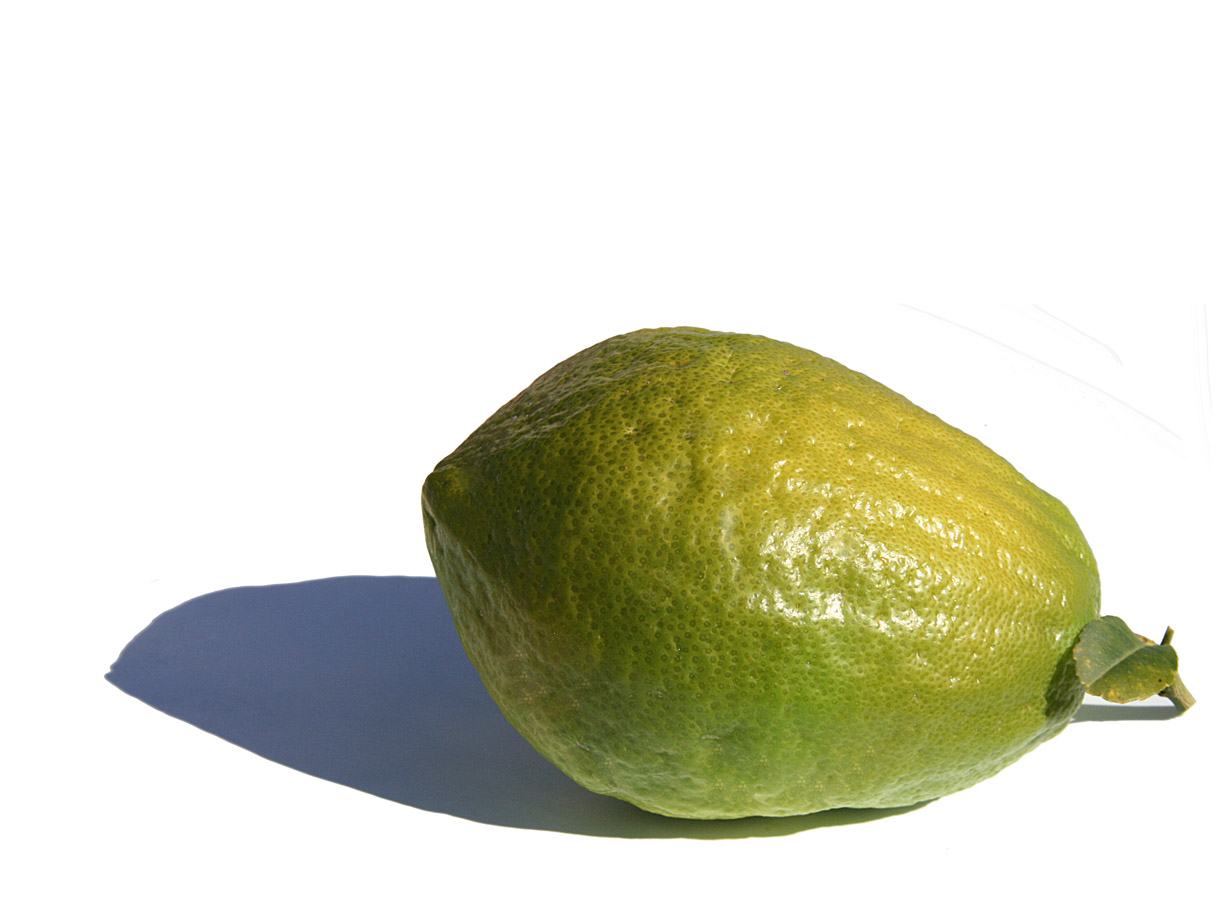
Cédrat Diamante classique

Le culture des agrumes a été introduite en 1622 sur la Riviera dei cedri, la culture du cédrat commence durant la seconde moitié du XVIIIe siècle avec des cédrats à peau bosselée, le cedressa. En 1910, le Pr. Ferrari mentionne un cultivar à peau lisse, plus facile à cultiver et moins épineux. Il le décrit ainsi : «la feuille est plus large, au contour régulier ; les fleurs plus grandes, mais qui tombent facilement ; le fruit plus continu, plus gros, avec un épicarpe presque lisse, un mésocarpe plus épais et un endocarpe spécialement réduit avec peu de pépins malformés. Le fruit, comme celui de la variété bosselée, a un style persistant. Son arôme est plus intense, peut-être moins délicat que celui de la variété bosselée. Il est très productif et est très apprécié dans l'industrie de la confiserie». La variété bosselée disparait au cours du XXe siècle, l'hypothèse admise est que le Diamante est un mutant du premier (ce sont tous deux des cédrats à pulpe acide), méthodiquement reproduit (les producteurs multiplient leur cédrat par écussonnage sur bigaradier).
La culture s'est déplacée vers la région de Santa Maria del Cedro à la côte tyrrhénienne qui va de Tortora à Cetraro. Hors d'Italie, on le cultive en Crète.

## Description

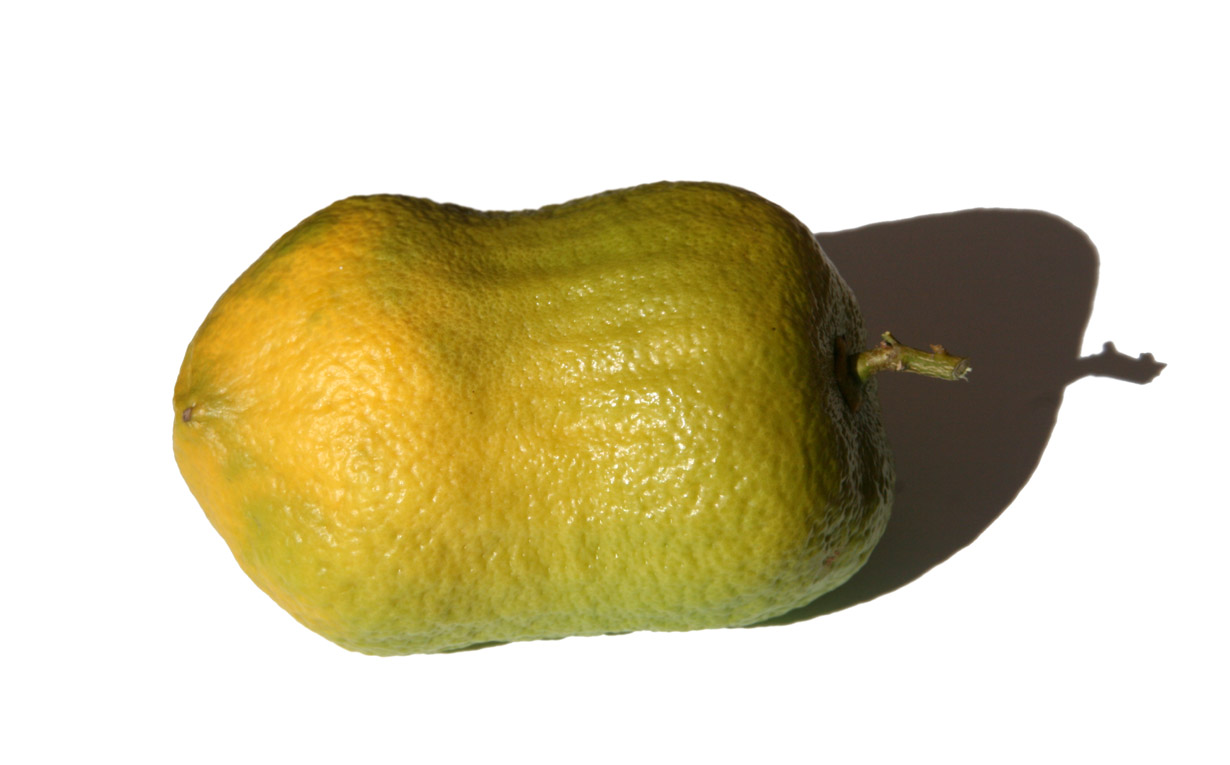
Diamante turbiné en forme de bobine

Le floraison est remontante, la récolte a lieu d'octobre à janvier; les meilleurs fruits proviennent de la floraison de mai à juin. Le fruit est gros (en moyenne hauteur 18 cm, diamètre 12 cm) le plus souvent de forme ovale-ellipsoïdale allongée, mais peut être sphérique fusiforme ou en forme de bobine.
Le péricarpe est presque lisse (d'où son nom de Cedro liscio)
La pulpe est acide.

### Culture
Diamante préfère les hivers doux et des températures estivales tempérées, en situation ventée des maladies apparaissent (Phoma tracheiphila).

## Utilisation

### Plante ornementale
La culture en pot comme plante ornementale a connu le succès, la floraison remontante parfumée est voyante avec ses grosses fleurs groupées et les gros fruits jaune vif de différents cycles de fructification annuels.

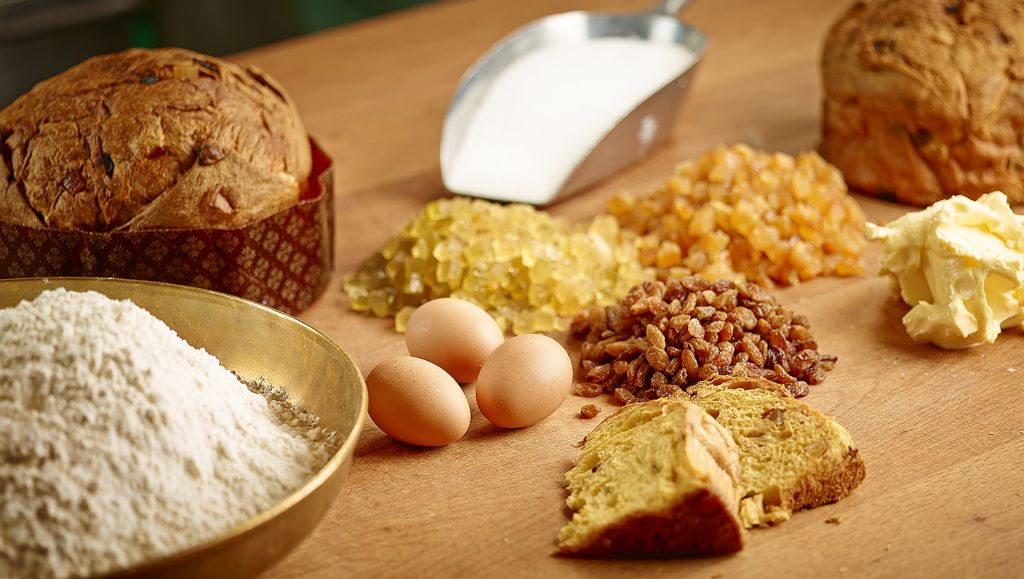
Le cédrat de Calabre confit en cubes donne son gout au panettone

### Alimentation - boissons
L'albedo (partie blanche sous le zeste) est doux et se mange, avec ou sans zeste, avec ou sans pulpe. Sa texture est croquante.
Cedro Diamante candito (allemand Zitronat oder Citronat), le cédrat confit dans un sirop de sucre, généralement de couleur naturellement verte, se rencontre entier, en demi-cédrat ou encore en petits cubes, c'est un aromate dans les pâtes levées et  pâtisseries (Stollen, Striezel, Früchtebrot, en Italie panettone, cassata sicilienne, cannoli, panforte, panpepato, cake, muffin) ou couvert de chocolat. On en fait aussi de la confiture.
En cuisine salée le rizotto au cédrat (zeste en cube ou en julienne), comme la salade de cédrat est souvent aromatisé avec de la menthe. Le Consorzio del cedro di Calabria donne également des pâtes au zeste de cédrat, et parmi les salade une salade de crevettes, cédrat et olives grillées.

#### Boissons

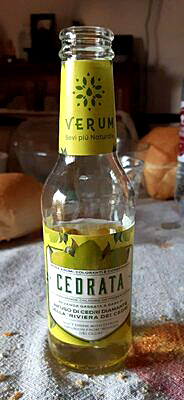
Soda cedrata di diamante

Le sirop de cédrat sert à faire des granités et des boissons. La liqueur de Santa Maria (infusion de l'écorce de cédrat Diamante dans l'alcool sucrée) qui tient son nom du village de Santa Maria del Cedro est comparée au limoncello. Elle est d'un beau vert et se sert très froide.
La cedrata di Diamante est un soda à base d'infusion de cédrat Diamante, nombreux producteurs dont Sanpelegrino. On en fait aussi un tonique.

### Fruit rituel
Diamante est un des cédrats rituels juifs du Souccot.

## Huile essentielle

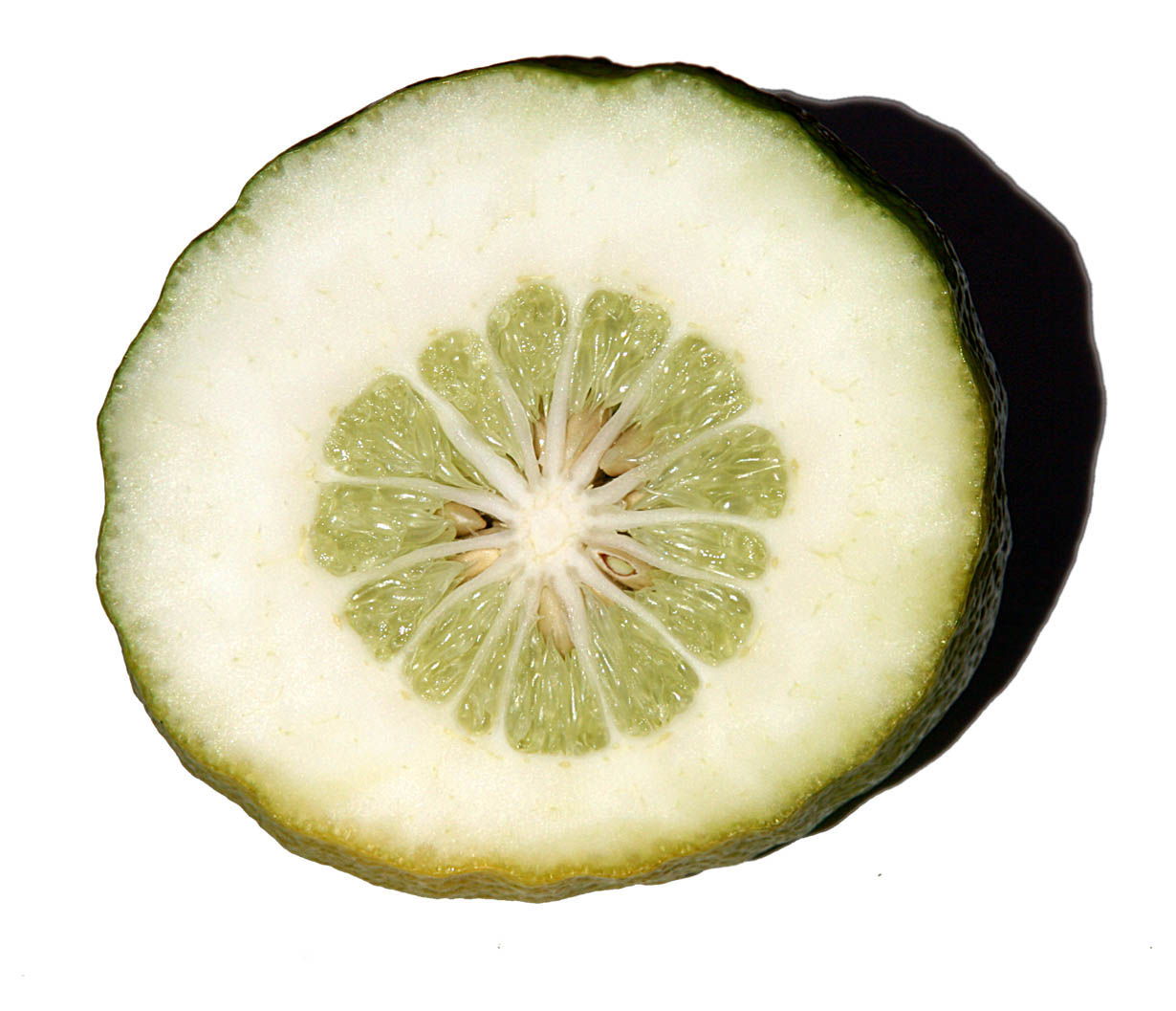
Fruit en coupe

L'huile essentielle du fruit est affectée par plusieurs paramètres: la nature du sol (la minéralité en cacO3 total, pH et Mg a une influence positive), l'altitude et le mode de culture. la période de récolte, la manutention, le transport et le stockage. Il en résulte une diversité des compositions: le composant principal, le limonène varie de 40.2 à 55,8 %, ensuite le γ‑terpinène de 18,3 à 28 %, le thuléen de 0.8 à 1,7 % et de même pour l'α-pinène, le β-pinène, le β-myrcène et le terpinolène. La teneur en terpinolène des fruits de bord de mer va de 0.2 à 1.7%, le monoterpène de 0,6 à 1,4 %.
La méthode d'extraction ajoute d'importants facteurs d'hétérogénéité: la méthode dioxyde de carbone supercritique donne des H.E. riches en phytol, en citroptène et en cires. Le limonène qui représente environ 60% d'une H.E. hydro distillée tombe à 4.5% d'un huile dioxyde de carbone supercritique.
L'H.E. du fruit contient encore de façon significative (21mg/kg d'huile) du citronellol, du nérol et du géraniol et parmi les alcools monoterpéniques.

### Huile essentielle de feuille
Le constituant le plus abondant est le geranial puis limonene et enfin le neral. L'acetate de citronellyl et le neral sont 2 fois plus abondants que dans le fruit d'où un profil aromatique différent.

### Activité
L'huile essentielle hydrodistillée montre (in vitro) une activité inhibitrice de l'acétylcholinestérase qui a fait écrire (2009) qu'elle peut participer au traitement de la maladie d'Alzheimer.
Une activité phototoxique de 2 coumarines, le bergaptène et le citroptène, a été testée contre des cellules de mélanomes, le premier a montré un pouvoir antiprolifératif.